# 奇跡のバックホーム (書籍)
『奇跡のバックホーム』（きせきのバックホーム）は、横田慎太郎のエッセイ作品、及び同作品を原作としたテレビドラマ、映画。

## 概要
元阪神タイガースの横田慎太郎が高校時代からプロ入りを経て脳腫瘍の発覚と闘病、引退試合で見せた最後のプレーまでの半生を綴った自伝。
2022年には文庫版を発売、脊椎損傷の闘病や講演活動など引退後を綴った内容や鳥谷敬による解説文が追補された。
2022年にテレビドラマ化され、2025年11月28日に『栄光のバックホーム』のタイトルで映画（監督：秋山純、主演：松谷鷹也）が公開予定。

## テレビドラマ
2022年3月13日にドキュメンタリードラマ『奇跡のバックホーム』としてABCテレビ・テレビ朝日系24局で放送された。主演は、阪神ファンでもある間宮祥太朗。
2023年7月18日に横田が死去した事を受けて2023年8月6日午後13時55分から「横田慎太郎さん追悼企画」として再放送された。

### あらすじ
東京都に生まれた横田慎太郎は小さい頃から野球に打ち込み、鹿児島実業高等学校へ進学したのち、2013年のドラフト会議で阪神タイガースから2巡目に指名を受ける。スカウトは田中秀太。将来を嘱望されたルーキーとして、華々しいスタートを切った。その後横田はプロ3年目で期待に応えるように開幕スタメンを勝ち取り、順調に野球人生を歩んでいた。
しかし2017年、春季キャンプ中盤から原因不明の頭痛に襲われるようになる。病院での精密検査の結果、脳腫瘍と診断される。活躍が期待されたプロ野球シーズン直前のことだった。
18時間に及ぶ大手術の末、後遺症に伴う視力低下、抗がん剤による過酷な闘病生活を余儀なくされることとなったが、母や田中、チームメイトに支えられ約半年後に退院。
退院後、育成選手契約となった横田は一軍復帰を目指すも、視力が著しく低下し回復しないために、引退することを決意した。そして2019年9月のプロ野球最後の試合で、万感の想いでセンターの守備位置についた横田にある奇跡が起こる。

### 出演
- 横田慎太郎 - 間宮祥太朗
- 横田まなみ - 石田ひかり
- 田中秀太 - 丸山智己
- 横田真之 - 三浦景虎
- 横田真子 - 村瀬紗英
- 金本知憲 - マネモト
- 松村光陽、両角怜慶、岡本篤、屋良学、垣内健吾、宇賀神亮介、根岸秀雄

※以下はインタビューパートの出演
- 金本知憲
- 鳥谷敬
- 矢野燿大

### スタッフ
- 原作 - 横田慎太郎『奇跡のバックホーム』(幻冬舎)
- 協力 - 阪神タイガース
- 企画 - 清水一幸
- 監督 - 吉村慶介（共テレ）
- 脚本 - ひかわかよ
- 音楽担当 - 齋藤資典
- 特殊メイク - 江川悦子、高畑遥夏
- 技術協力 - バスク
- ロケ協力 - ぐんまフィルムコミッション、群馬県立敷島公園（敷島パークマネジメントJV）、立川創造舎、久喜市、メルパルク東京
- プロデューサー - 北村誠之（ABCテレビ）、矢内達也（ABCテレビ）、関卓也（共テレ）、手塚公平（共テレ）
- 制作プロダクション - 共同テレビジョン（ノークレジット）
- 制作著作 - 朝日放送テレビ